# Кошки это сволочи
«Кошки это сволочи» (пол. Koty to dranie) — польский художественный телевизионный фильм-драма, снятый в 1978 году режиссёром Хенриком Бельским на киностудии «Иллюзион».

## Сюжет
Пенсионер Владислав Сипневский старается помочь внуку, который хочет продолжить образование. Сипневский готов оказать любую услугу директору учебного заведения,  отец которого был товарищем Сипневского во время войны. Однажды днём жена директора просит Сипневского избавиться от котят. Он думает, что это легко, поскольку на войне ему приходилось убивать людей. Теперь, однако, что-то ему мешает. Он просит помочь старого друга, но тот тоже не решается совершить убийство - пусть даже и животных. Герои гуляют по городу и ищут помощи. Однако, никто из старых знакомых не выказывает готовности уничтожить животных. Только Марек, внук Сипневского, оказывается готов убить котят. Однако, дед ему этого не позволяет.

## В ролях
- Януш Палюшкевич — Владислав Сипневский
- Януш Клосиньский — Рухомы, друг Сипневского
- Хелена Домбровская — пани Каролина
- Адам Ференцы — Марек, внучок Сипневского
- Збигнев Запасевич — Толюсь, сын Сипневского
- Бронислав Павлик — врач
- Иоанна Ендрыка — жена директора
- Богдан Лысаковский — шофёр директора
- Здзислав Вардейн — парикмахер
- Эва Зентек — Магда, почтальон
- Болеслав Плотницкий — сосед Сипневского
- Густав Люткевич — Брощак
- Анна Ярачувна — Коперкова
- Богуш Билевский — рыболов
- Ян Химильсбах — купец на базаре
- Леон Немчик — альфонс на базаре
- Иоахим Лямжа — человек на базаре
- Войцех Загурский — человек на базаре
- Витольд Дедерко — человек на базаре
- Виргилиуш Грынь — ассенизатор
- Франтишек Тшецяк — ассенизатор
- Ежи Турек — рабочий с пневматическим молотом
- Анджей Красицкий — водитель